# Chorinaeus ryukyuensis
Chorinaeus ryukyuensis är en stekelart som beskrevs av Kusigemati 1987. Chorinaeus ryukyuensis ingår i släktet Chorinaeus och familjen brokparasitsteklar. Inga underarter finns listade i Catalogue of Life.